# Cerro Torre
Cerro Torre je ena od gora v Južnopatagonskem ledenem polju v Južni Ameriki. Je v regiji, ki je sporna med Argentino in Čilom, zahodno od Fitz Roya (znanega tudi kot Cerro Chaltén). Vrh je najvišji od štirih gorskih verig: drugi vrhovi so Torre Egger (2685 m) , Punta Herron in Cerro Standhardt. Na vrhu gore je pogosto goba ledenega ledu, ki jo tvorijo stalni močni vetrovi, kar povečuje težave pri doseganju dejanskega vrha.

## Prvi pristop
Cesare Maestri je leta 1959 trdil, da sta s Tonijem Eggerjem prišla na vrh in da je Eggerja med spuščanjem plaz zasul do smrti. Maestri je izjavil, da je imel Egger fotoaparat s slikami z vrha, vendar ga nikoli niso našli. Zaradi nedoslednosti Maestrijevega zapisa in pomanjkanja vijakov, palic ali pritrjenih vrvi na poti je večina planincev dvomila v Maestrijevo trditev. Leta 2005 so Ermanno Salvaterra, Rolando Garibotti in Alessandro Beltrami po številnih poskusih alpinistov svetovnega razreda postavili potrjeno pot na lice, za katerega je Maestri trdil, da se je nanj povzpel. Niso našli nobenega dokaza o prejšnjem plezanju na smeri, ki jo je opisal Maestri in ugotovili, da se smer bistveno razlikuje od Maestrijevega opisa. Leta 2015 je Rolando Garibotti objavil dokaze, da se informacije, ki jih je predložil Maestri, ne ujemajo glede domnevnega vzpona na vrh. Namesto tega sta bila z Eggerjem na zahodnem boku Perfil de Indio.
Maestri se je leta 1970 vrnil v Cerro Torre z Eziom Alimonto, Danielejem Angelijem, Claudiom Baldessarrijem, Carlom Clausom in Pietrom Vidi, poskušajoč novo pot na jugovzhodni steni. S pomočjo vrtalnika s kompresorjem na plinski pogon je Maestri z vijaki opremil 350 metrov kamnine in prišel do konca skalnatega dela gore, tik pod ledeno gobo. Maestri je trdil, da 'goba ni del gore' in ni nadaljeval do vrha. Kompresor je bil levo, privezan na zadnje vijake, 100 m pod vrhom. Maestriju so močno očitali 'nepoštene' metode, s katerimi se je povzpel na goro.
Smer, po kateri je Maestri sledil, je zdaj znana kot Kompresorska pot, na vrh pa sta jo leta 1979 preplezala Jim Bridwell in Steve Brewer. Večina strank meni, da je vzpon končan le, če pride na vrh pogosto težke gobe z ledenim srežom.
Prvi nesporni vzpon so leta 1974 opravili Ragni di Lecco plezalci Daniele Chiappa, Mario Conti, Casimiro Ferrari in Pino Negri. [6] Spori glede Maestrijevih trditev so v središču knjige iz leta 2014 o Cerro Torreju, The Tower, avtorja Kelly Cordes.

## Naslednji vzponi
Leta 1977 so prvi vzpon v alpskem slogu zaključili Dave Carman, John Bragg in Jay Wilson (ZDA). Teden dni je trajal vzpon do vrha Cerro Torreja, kar je italijanski skupini vzelo dva meseca dela. Leta 1980 je Bill Denz (Nova Zelandija) poskušal prvi solo v Compressor Route. V petmesečnem obdobju je izvedel 13 poskusov, vendar so ga ob vsaki priložnosti pregnale nevihte. V svojem zadnjem poskusu, novembra 1980, je dosegel približno 60 metrov od vrha.
Januarja 2008 sta Rolando Garibotti in Colin Haley naredila prvi popoln prehod celotnega masiva, skupaj plezala Aguja Standhardt, Punta Herron, Torre Egger in Cerro Torre. Svojo pot ocenjujejo Z Grade VI 5.11 A1 WI6 Mushroom Ice 6, s skupno višino 2200 m.  To je bila »ena najbolj znanih, nepreplezanih linij na svetu«, ki jo je prvi poskusil Ermanno Salvaterra.
Leta 2010 je bil avstrijski plezalec David Lama odgovoren za približno 30 novih vijakov in stotine metrov fiksne vrvi, dodane Kompresorski poti na gori (zaradi slabih vremenskih razmer je velik del opreme ostal na gori in so jo kasneje odstranili lokalni plezalci). Čeprav je vijake vrtal avstrijski vodnik Markus Pucher , in ne sam Lama, je to storil v okviru svojega potovanja, ki ga je sponzoriral Red Bull, in mnogi plezalci menijo, da sta Lama in Red Bull odgovorna. Veliko vijakov je bilo izvrtanih ob razpokah, ki jih plezalci običajno uporabljajo za zaščito na poti. To je v določenih plezalnih krogih povzročilo veliko polemik, saj so njegova dejanja po mnenju plezalnih puristov neetična. Čeprav se Lama ni zavedal velikega števila izvrtanih vijakov, je prevzel polno odgovornost za dejanja. V prihodnjih letih je javno obžaloval, kar se je zgodilo.
Američan Hayden Kennedy in Kanadčan Jason Kruk sta 16. januarja 2012 naredila prva 'poštena sredstva' (izraz, ki opisuje smiselno uporabo vijakov zaradi varnosti in estetike, »že dolgo sprejeto prakso v [patagonskem] pogorju«) vzpon na Jugovzhodni greben, blizu kontroverzne Kompresorske poti, z uporabo samo dveh Maestrijevih prvotnih sidrnih opornikov na zgornjem zidu. Po vrhu sta Kennedy in Kruk med spustom odstranila 125 vijakov lestve. Colin Haley, ki je opazoval vzpon iz Norvegos, je ocenil, da je vzpon trajal trinajst ur od bivaka na rami do vrha. »Hitrost, s katero so plezali po deviških tleh na zgornjem delu stene, zagotovo priča o Haydenovih velikih spretnostih na skali«, je poročala Haley. Kennedy in Kruk sta veliko razpravljala o odstranjevanju vijakov s Kompresorske poti. Vendar pa je plezalska skupnost konsenz o sporazumu o odstranitvi vijakov, ki je sprejela njuna dejanja, kot da sta »jugovzhodni greben Cerra Torreja postavila na področje prave pustolovščine«.
V nasprotju s prostim vzponom Davida Lame (tudi 'poštena sredstva'; januarja 2012, skupaj s Petrom Ortnerjem), sta Kennedy in Kruk med vzponom uporabljala sornike (čeprav ne Maestrijeve). Lama je težave svojega prostega vzpona (ki je sledil novi liniji, ki je zaobšla prečni prelaz vilic in v zgornjem delu zgornjega dela zida) ocenil kot oceno X- (trda 8a, a duševno zelo zahtevna; npr. Plezanje po ohlapnih luskah, dolge izpade). Lama je izjavil, da je prosta ponovitev prvotne Kompresorske poti tako rekoč nemogoča (zlasti ker skala zadnjih raztežajev nima plezljivih lastnosti).

## Opazni vzponi in poskusi
- 1959 Cesare Maestri (Italija) in Toni Egger (Avstrija) - sporni vzpon na zahodno steno. Egger je umrl..
- 1970 Maestri in sod. (Italija), Kompresorska pot do 60 metrov pod vrhom.
- 1974 Daniele Chiappa, Mario Conti, Casimiro Ferrari in Pino Negri (Italija). Prvi nesporni vzpon.
- 1977 Dave Carman, John Bragg in Jay Wilson (ZDA). Prvi vzpon v alpskem slogu.
- 1979 Jim Bridwell in Steve Brewer dokončno preplezata Kompresorsko pot.
- 1985 3. – 8. julij prvi zimski vzpon Paolo Caruso, Maurizio Giarolli in Ermanno Salvaterra (IT).
- 26. november 1985 Compressor route - prvi solo Marco Pedrini (Švica). Posnel Fulvio Mariani: Cerro Torre Cumbre.[18]
- 15. januarja 1986 so se po Maestrijevi smeri na Cerro Torre kot prvi Slovenci povzpeli Bogdan Biščak, Rado Fabjan in Matevž Lenarčič.
- 16. januarja 1986, torej le dan za njimi, so bili na vrhu še Matjaž Fistravec, Silvo Karo, Franček Knez, Pavle Kozjek, Janez Jeglič in Peter Podgornik, po preplezani novi smeri prek vzhodne stene.
- 25. Februarja 1994 so Janez Jeglič (Alpinistični odsek Domžale), Marko Lukič (AO Kozjak) in Miha Praprotnik (AO Ljubljana Matica) preplezali novo smer ekstremnih težav v južni steni Cerro Torre[19]
- 2004 Five Years to Paradise (ED:VI 5.10b A2 95deg, 1000 m) (desno na vzhodni steni): Ermanno Salvaterra, Alessandro Beltrami in Giacomo Rossetti (vsi iz Italije).
- 25. februar 2008 – Valery Rozov naredi prvi BASE skok iz Cerro Torreja.[20]
- 16. januar 2012, prvi ('poštena sredstva') vzpon na jugovzhodni greben (5,11 A2), brez uporabe vijakov Cesareja Maestrija na Kompresorski poti,
- 19. januar 2012, prvi prosti vzpon na jugovzhodni greben z novo različico, prav tako brez uporabe katerega koli vijaka Cesareja Maestrija na Kompresorski poti - David Lama; Lama in Ortner.
- 2013 februar, prvi prosti solo Cerro Torre - avstrijski alpinist Markus Pucher.
- 19. februar 2013, Nastja Davidova in Tina Di Batista na Fitz Roy po smeri Afanassieff
- 16. januar 2013 Nova slovenska prvenstvena smer v Fitz Royu - plezala Luka Krajnc in Tadej Krišelj
- 20. april 2017 dve Slovenki, Monika Kambic Mali in Tanja Grmovsek, sta po Kompresorski poti opravili prvi ženski vzpon na Cerro Torre.[21]

## V popularni kulturi
Cerro Torre je bil predstavljen v filmu Krik kamna (Scream of Stone) iz leta 1991, ki ga je režiral Werner Herzog, v glavnih vlogah pa so bili Vittorio Mezzogiorno, Hans Kammerlander in Donald Sutherland.
Jon Krakauer, ameriški pisatelj in alpinist, poleg podrobnega pripovedovanja o vzponu na gore v svoji knjigi Eiger Dreams na kratko omenja v Into Thin Air kot enega od svojih prejšnjih težkih vzponov (1992): »Naredil sem zastrašujoč, kilometer visok skok vertikalnega in previsnega granita, imenovanega Cerro Torre; z vetrovi s sto vozli, ometan z lomljivim atmosferskim srežem, je nekoč veljal (čeprav ni več) za najtežjo goro na svetu«.
Marca 2014 je pustolovski dokumentarec o »prvem prostem vzponu« na Cerro Torre, v katerem je sodeloval David Lama. Cerro Torre - A Snowball's Chance in Hell (Snežna kepa v peklu) je bil premierno predstavljena na mednarodnem filmskem festivalu v San Sebastianu septembra 2013.